# Polycentropus dianae
Polycentropus dianae is een schietmot uit de familie Polycentropodidae. De soort komt voor in het Nearctisch gebied.